# 아름다운 밤 우리들의 라디오
《아름다운 밤 우리들의 라디오》는 EBS FM에서 2009년 3월 2일부터 2011년 8월 29일까지 방송된 라디오 프로그램이다. 앞 글자만 따서 아우라라고 불리기도 한다. 2009년 3월 23일에 보이는 라디오(아름다운 밤 보이는 라디오, 아보라)가 개시되었다. 2011년 8월 EBS 라디오 가을 개편으로 2년만에 폐지되고, 이어 《라디오 드림》이 신설되었다.

## 진행자
- 초대 : 한희정 (2009년 3월 2일 ~ 2009년 8월 29일)
- 2대 : 일락 (2009년 8월 31일 ~ 2011년 2월 26일)
- 3대 : 고영욱 (2011년 2월 28일 ~ 2011년 5월 28일)
- 4대 : 신재평 (2011년 5월 30일 ~ 2011년 8월 29일)

## 코너
매일 코너
- 사연, 신청, DJ 추천곡

요일별 코너
- 월 : Idol 제네레이션 (with 이민희 음악칼럼니스트)
- 화 : 다, 괜찮아
- 수 : 편지 읽어주는 남자
- 목 : 심야의 행진곡 - 뮤직프로파일링 (with 페퍼톤스 이장원)
- 금 : 죽지마! 연애세포 - 나는 왜 솔로인가?
- 토 : 아.우.Live

## 이전 출연진
- 진행 : 한희정 (2009년 3월 2일 ~ 2009년 8월 29일)

미니홈피 쪽지로 섭외되었다.

## 이전 코너
| 매일 코너 - 오늘 어땠어? 시청자들이 전화로 오늘 생긴 일에 대해 이야기하는 코너이다. - 나의꿈 나의노래 시청자들의 꿈, 미래에 대한 사연을 소개하고, 신청곡을 방송한다. - 소리高 외치GO - 공신게시판 | 요일별 코너 - 월요일 : 그들의 선택 with 남창희 - 화요일 : 대(大)미안 with 남창희 - 수요일 : 뽐내SHOW! with 남창희 - 목요일 : 패션 스타일 with 심정희 - 금요일 : 심야 상영 with 윤성호 - 토요일 : 음악 여행 |

## 수상 경력
- 2009년 제36회 한국방송대상 작품상 수상
- 2009년 3월 이달의 좋은 프로그램상 수상[2][3]

## 같이 보기
- 교양